# イギリス地名常置委員会
イギリス地名常置委員会（イギリスちめいじょうちいいんかい、Permanent Committee on Geographical Names、略称:PCGN）は、特定の省庁の下に属さず、独立した形で1919年に設置されたイギリスの行政委員会。その目的はイギリス国外における地名について、イギリス政府が使用すべき標準化地名の確定にある。
日本語では、イギリス公用地名政府常設委員会などとも称される。
委員会は、英国放送協会 (BBC) のモニタリング・サービス、国防情報参謀部情報収集グループ (ICG)、国防情報参謀部スタッフ、外務・英連邦・開発省、政府通信本部、英国水路部、陸地測量局 (OS)、王立地理学会 (RGS)、王立スコットランド地理協会から構成されている。